# Sagrato

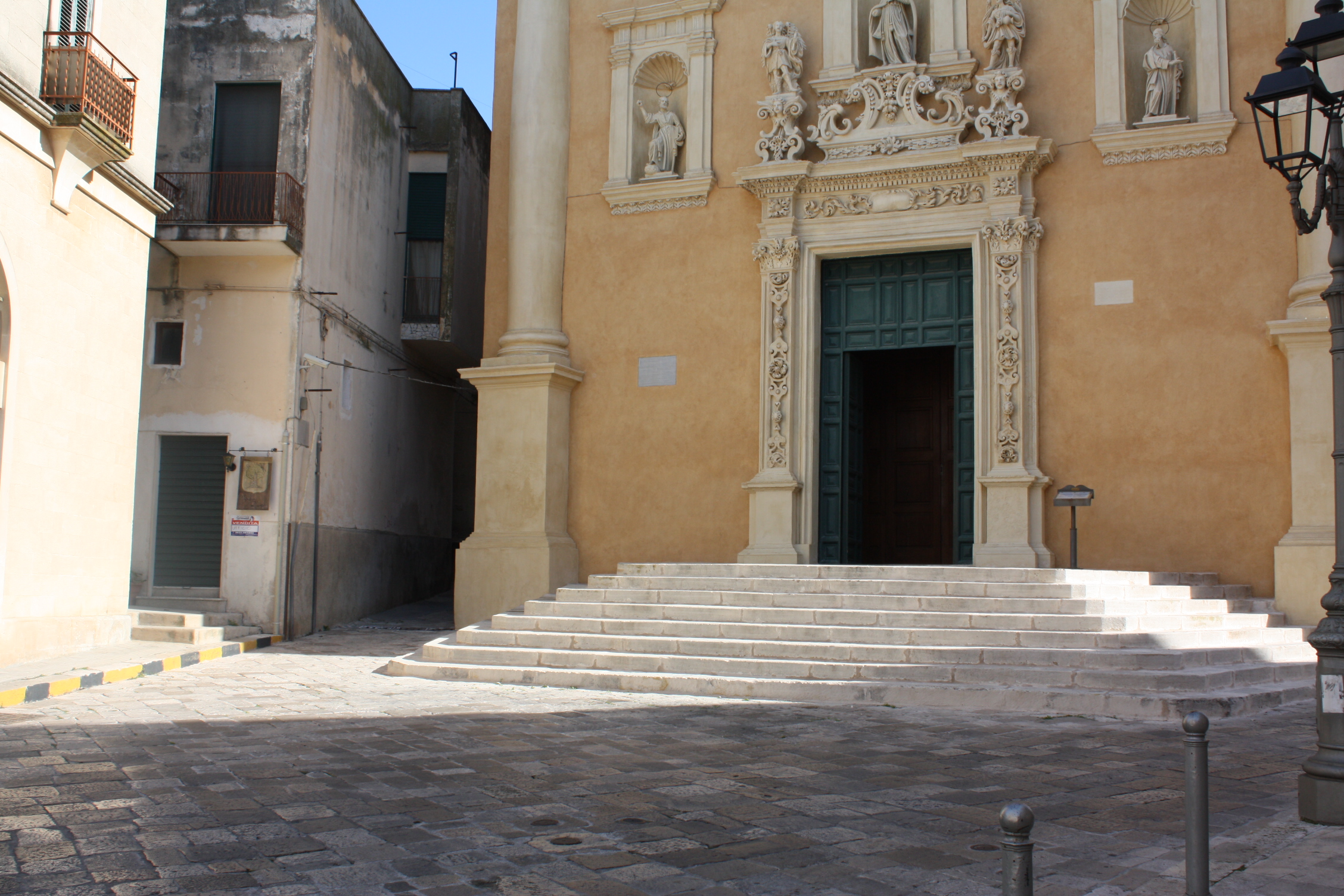
Sagrato della chiesa di Maria SS. Annunziata a Casarano

Il sagrato (anche detto sacrato) è lo spazio consacrato davanti alla facciata principale di una chiesa, spesso sopraelevato di qualche gradino rispetto al livello della strada e a volte delimitato da una balaustra o da una cancellata; ha funzione di scala d'accesso, ideale zona di separazione tra il luogo sacro e la pubblica strada, e basamento estetico alla facciata.

## Storia
Il lemma "sagrato" ha origine dal termine di lingua latina sacratum, traducibile come terreno consacrato. Esso, pertanto,  fa già parte della sacralità dell'edificio di culto. Il sagrato, nell'antichità,  era il luogo deputato alla sepoltura dei fedeli cristiani. Tale luogo,  antistante alla chiesa, viene ad avere una propria caratterizzazione in ambito architettonico, soltanto in epoca romanica.

### Epoca romanica e gotica
In tale periodo, il sagrato era il luogo in cui i fedeli erano aspersi con l'acqua santa, prima dell'inizio della funzione domenicale. Tale rito aveva una funzione purificatrice in quanto il fedele, soltanto dopo aver ricevuto tale benedizione, poteva varcare la soglia d'ingresso della chiesa, soglia che simboleggiava la porta del cielo. Col tempo, il rito della benedizione sul sagrato è stato sostituito col segno della croce con acqua benedetta, posta in acquasantiere all'ingresso della chiesa.

### Epoca contemporanea
In epoca contemporanea, il sagrato è diventato lo spazio deputato all'accoglienza dei fedeli. La Chiesa cattolica, nel disciplinare la costruzione o ristrutturazione dei propri luoghi di culto, afferma come tale luogo debba essere nitido, ordinato, accogliente e gradevole al pari della propria casa.

## Letteratura
Nel romanzo Fermo e Lucia (tomo II, cap. 7) di Alessandro Manzoni il Conte del Sagrato è un nobile che aveva commesso uno dei suoi delitti proprio sul sagrato di una chiesa. Egli sarà poi l'Innominato nei Promessi sposi. Manzoni così descrive il personaggio nel Fermo e Lucia: «...arbitro violento dei negozi altrui come di quelli nei quali era parte, raccettatore di tutti i banditi, di tutti i fuggitivi per delitti quando fossero abili a commetterne di nuovi, appaltatore di delitti per professione».